# 霍奇基斯学校
霍奇基斯学校（英語：Hotchkiss School）是一所美国的私立高中。它坐落于莱克维尔镇，位于康涅狄格州的西北角，距纽约市150公里左右。

## 历史
学校于1891年建立，现共包括9-PG五个年级。霍奇基斯学校的五百多名学生来自美国各地和世界上32个国家。
霍奇基斯学校教育质量较高，是美国排名前十的著名高中,是十校联盟成员之一。过去几年中，学校的招生比例仅为21%，最低时一度达到18%，与菲利普斯学院、菲利普斯埃克塞特学院等名校不相上下。
学校于1891年由玛丽亚·霍奇基斯在雷克维尔镇创立。建校之初的宗旨是帮助贫困的农家子女考上耶鲁大学。百余年来，学校不断培养出各类人才。著名校友有迪金森·伍德拉夫·理查兹，诺贝尔奖的获得者；约翰·赫希，普利策奖的获得者；阿尔弗莱德·惠特尼·格里斯沃德，耶鲁大学前任校长。

## 校友
- 瑪肯西·史考特
- 曹怡靜Daphne Chao